# Uta-garuta

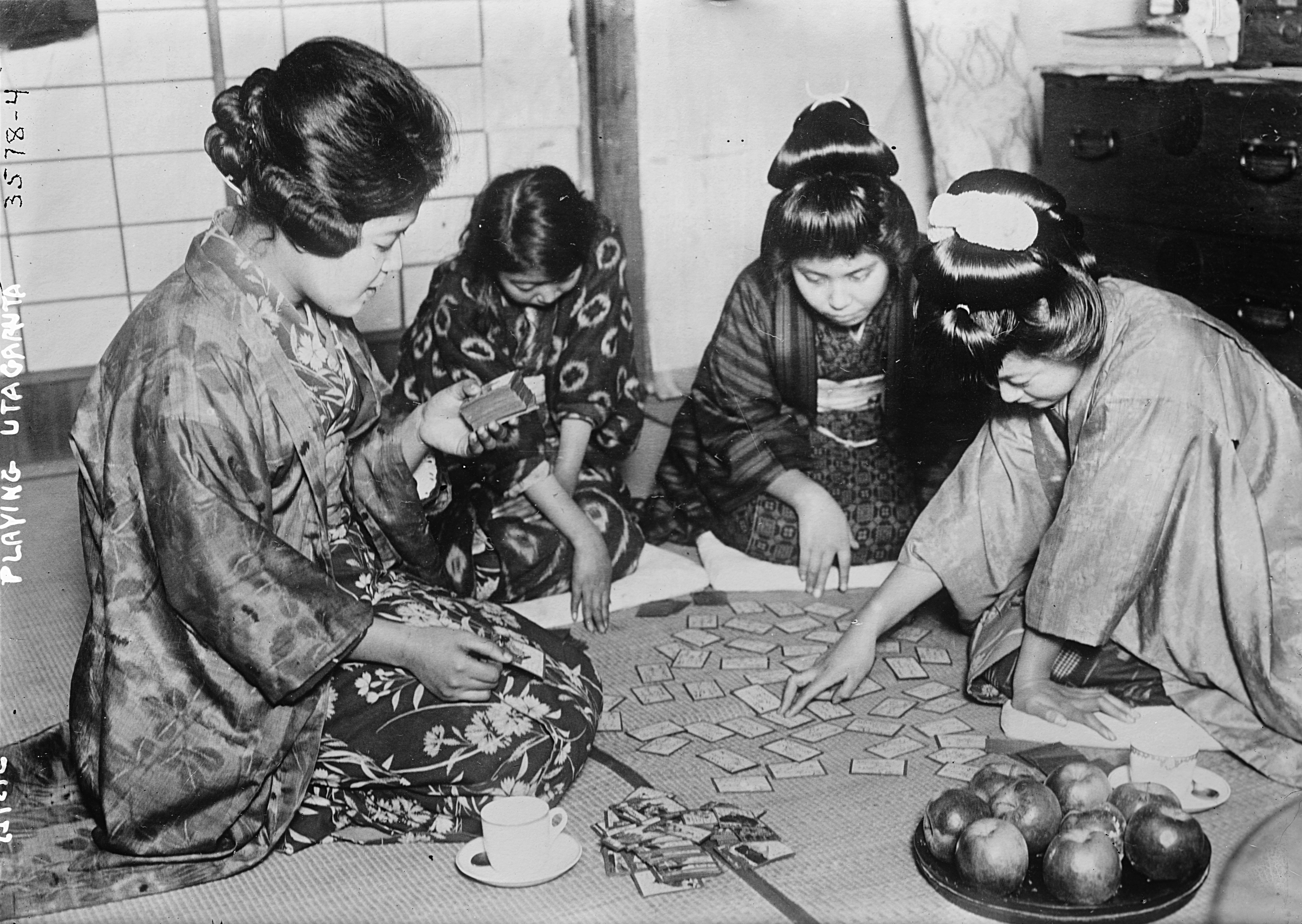
Mujeres en atuendo tradicional juegan uta-garuta.

El Uta-garuta (歌がるた «juego de cartas cantado/recitado»?) es un juego de cartas tradicional de Japón basado en una antología de poemas llamada Hyakunin Isshu (百人一首 "Cien personas, un poema"?), en la que hay cien autores y cada uno de ellos tiene recogido un poema waka. Se juega habitualmente en año nuevo. También es llamado habitualmente かるた, karuta, que es más corto.
Se trata de un juego que consiste en memorizar las parejas de cartas. Un jugador leerá poemas y otros buscarán su pareja. Memorizando los poemas, antes se podrá coger la pareja que le corresponde a cada poema. Los poemas están escritos en japonés, es decir con silabario japonés kana e ideogramas kanji. En los kanji figura su lectura en silabario kana, llamada furigana. Teniendo en cuenta que las barajas del juego figuran dichas lecturas (pronunciaciones) de los kanji en silabario japonés, solo es obligatorio conocer bien los silabarios para poder utilizarlas. 

## Cartas
Hay dos barajas de 100 cartas. Unas de ellas están numeradas, poseen dibujos y tienen escrito un poema completo en silabario kana y kanji, así como el nombre de su autor; esta es llamada baraja de cartas yomifuda (読み札 "carta para leer"?). La otra es la baraja de cartas torifuda (取り札 "cartas para coger"?), la cual posee las dos últimas frases de esos mismos poemas, pero escritos solo en silabario japonés kana. Esta última baraja no está numerada.

## Modos de juego
Existen varios modos de juego, que requieren de varios jugadores y un árbitro. El árbitro es quien lee las yomifuda, también se le puede llamar simplemente el lector término literalmente igual al que tiene en japonés la persona que realiza esta función de leer las cartas, Yomite 読み手. Los dos estilos de juego más usuales son los dos siguientes, pues la mayoría de los otros son variaciones de éstos:

### Chirashidori
En el modo Chirashidori (散らし取り «coger las (cartas) diseminadas/dispersas»?) se puede jugar con cualquier número de jugadores y un árbitro o lector. Se recomienda que haya tres o más jugadores y un árbitro. El número mínimo de jugadores es dos, y un árbitro. Aunque técnicamente nada impide que juegue alguien solo, si la persona en cuestión se lee los poemas por sí mismo/a y busca la pareja, o si tiene a alguien que le lea los poemas. En Japón existen CD con los 100 poemas, que se pueden usar para ello.
Se barajan todas las torifuda, se dispersan por el suelo boca arriba de forma que se puedan leer, y los jugadores se sientan alrededor de las cartas. El árbitro lee una yomifuda una vez las haya barajado y seguirá en el orden en que éstas hayan quedado, hasta leerlas todas. Los jugadores tratarán de tomar la torifuda con la que hace pareja antes de que se termine de leer el poema completo, pues cuanto más tarden más probabilidades hay de que se la arrebate un oponente. Cuando el árbitro empiece a leer las dos últimas frases del poema será mucho más fácil para todos encontrar la pareja correspondiente. Cuando un jugador tome la pareja correcta se quedará con la torifuda correspondiente y el árbitro pasará a leer la siguiente carta. Debe plantearse algún tipo de penalización por si alguien se equivoca, pero no hay nada establecido, con lo cual la elección de la misma es libre. Si varios jugadores toman la misma carta, se la lleva quien la hubiese tomado primero.
Gana el jugador que, una vez leídas todas las yomifuda, tenga en su poder la mayor cantidad de torifuda.
Existe un modo de juego inverso en el que se dispersan las yomifuda y se leen las torifuda (bastante más complicado), este es llamado Sakasama karuta (逆さまかるた?).

### Gempei Gassen
En el modo Gempei Gassen (源平合戦 «Guerras Gempei»?) se juega con dos bandos, con uno o más jugadores por bando y un árbitro o lector. Está basado en las famosas guerras que se dieron en Japón de 1180 a 1185, entre los clanes Genji (o Minamoto) y Heike (o Taira).
El esquema es el mismo que en el Chirashidori, pero las reglas varían. Los equipos se dividen entre Genji y Heike, se barajan las torifuda y a cada equipo se le da 50 de estas. Los equipos se sientan frente a frente y disponen sus cartas en tres líneas de tal forma que las puedan leer. De este modo los equipos deberían ver las cartas del rival al revés, así se diferencia la zona de juego de cada equipo. El árbitro lee la yomifuda, los equipos buscan entre sus cartas y las de su rival la pareja correspondiente para tomarla y apartarla así de la zona de juego. Si se toma una carta del rival se ha de dar una del propio equipo que todavía no haya sido leída, de forma que ambos equipos tengan el mismo número de cartas. Si un equipo se equivoca al tomar una carta recibirá una carta del equipo rival que no haya sido leída sin dar una a cambio, como penalización. 
Gana el equipo que tome antes todas las cartas que estén en su zona de juego.

### Chirashidori de Competición (Karuta de competición)
Exige 2 jugadores, un lector que lea las yomifuda y un juez o más. De las 100 torifuda cada jugador coge 25 de ellas sin verlas, boca abajo. el jugador organizará sus cartas colocándolas en 3 alturas, grupo alto, grupo medio, y grupo bajo. de modo que haya un espacio de 87 cm de ancho ocupado por las cartas. Las cartas de nuestro rival también serán colocadas en tres alturas o grupos, distando 3 cm de las nuestras. Cada jugador tendrá su zona de juego o territorio.
En el grupo bajo se colocan 6 cartas en horizontal, a la izquierda　comenzando por lo más a la izquierda que podamos hasta el centro de nuestros 87 cm. Cosa que se aplicará al resto de la explicación. Luego colocaremos 6 cartas en horizontal a la derecha, comenzando lo más a la derecha que podamos hacia el centro. Al tener que usar un espacio de 87 cm, nos obliga usar el extremo izquierdo de la carta que se encuentre más a nuestra izquierda como referencia. Dejando 1 cm de altura se colocan, encima de las cartas que colocamos previamente, 3 cartas lo más posible a la izquierda y otras 4 cartas lo más posible a la derecha. 
Usando las cartas alineadas previamente como referencia.
Dejando de nuevo un espacio de 1 cm se vuelven a colocar otras 3 cartas de la misma forma que la anterior, 3 a la izquierda y 3 a la derecha.
Nuestro rival deberá colocar las cartas de forma que parezca un espejo, de modo que si nosotros colocamos en la parte central cuatro cartas a nuestra derecha, el rival deberá hacer lo mismo, pero a su izquierda.　Entre las cartas más alejadas de nosotros y las del rival ha de haber 2 cm de separación.
La realidad es que, en tanto en cuanto las cartas estén dentro de esos 87 cm de largo, estén dispuestas en tres alturas, con 1 cm de separación entre cada una de las alturas y los 2 cm de separación entre nuestras cartas más alejadas del rival y las suyas, somos libres de colocar las cartas como nos plazca. Nuestro rival también puede colocarlas a su gusto, por supuesto.
No obstante, la forma de colocar las cartas antes explicada es de uso muy habitual.

Se juegan 50 cartas, de modo que, al leerse todas las yomifuda, hay 50 cartas fantasma, o que no tienen pareja. El jugador que coja antes todas las cartas de su mitad gana.(Aunque puede tomar cartas de la zona del rival y se verá beneficiado si es la carta correcta.)  
Los jugadores tienen 15 minutos para memorizar la posición de las cartas antes de la partida. Al comenzar, el lector leerá un primer poema que no será ninguno de los del juego para que los jugadores se familiaricen con su voz y ritmo de lectura. Es siempre el mismo poema sobre la bahía de Naniwa, lo cual lo relaciona con los poemas del Hyakunin Ishhu. Este poema inicial es de otra antología de poemas más antigua llamada Kokin Wakashū 古今和歌集, también conocida como Kokinshū (古今集?). Se dice que es una antología de poemas que debía aprender aquel que quisiera ser poeta. Luego la partida comienza con el primer poema que toque del Hyakunin Isshu, al azar, ya que el lector coge sus cartas sin verlas.
El poema del Kokinshū es: 
Naniwa-zu ni

Sakuya kono hana

Fuyu-gomori

Ima wa haru-be to

Sakuya kono hana

難波津に

咲くやこの花

冬ごもり

今は春べと

咲くやこの花

En la bahía de Naniwa

Florecen las flores

Que se recluyeron en invierno

Y ahora que es primavera

Florecen las flores

Cuando un jugador toma una carta de la zona del otro, quien la tomó deberá darle a su rival una carta de su lado para que la coloque en su zona de juego, de modo que su contador se reduzca al haber tomado una carta. Aquel que da la carta deberá dejarla con calma en el centro de la zona de juego del rival, sin perturbarle. El jugador que recibe la carta es libre de colocar la carta donde le apetezca, dentro de la zona de juego. Lo que permite colocar las cartas en posiciones diferentes a las que se colocan al inicio del juego (esto se aplica a cualquier situación similar, faltas incluidas).
Si ambos jugadores toman la misma carta al mismo tiempo, la gana aquel jugador que esté en el lado en el que se encuentra la carta.
Tocar las cartas alrededor de la carta objetivo no es falta, aunque no sea la correcta, de modo que se permite que éstas salgan volando si con ello tomamos o tocamos la carta correcta. 
Tampoco hay problema en proteger, por ejemplo, una de nuestras cartas con la mano si no la tocamos.
Esto se aplica en situaciones en las que, cartas similares que tienen alta probabilidad de ser leídas, se encuentran por ejemplo, una en nuestro lado y otra en el lado del rival. Podemos protegerlas colocando la mano encima de ella pero sin tocarla. De modo que, si es leída será más fácil para nosotros conseguirla y más difícil para nuestro rival.
Si, durante el juego deseamos colocar alguna carta en algún sitio distinto a aquel en que está, podremos hacerlo, siempre que avisemos a nuestro rival de ello y levantemos la mano que no vayamos a usar para mover cartas, para que el lector, el rival, y el juez o jueces, puedan saberlo. La mano deberá mantenerse levantada hasta que hayamos terminado de proceder con el cambio. Hecho este, podremos bajar la mano.
En los torneos de Karuta de competición de Japón los jugadores deben mantenerse sentados al estilo tradicional, llamado seiza 正座, hasta el inicio de la partida y al final de la misma. En ambos casos se dan las gracias al rival y al lector. Es para hacer las cosas más cortésmente, es una norma de cortesía.
Otetsuki お手つき Faltas
Tocar una carta de la zona opuesta a la correcta es falta. Es decir que si la carta correcta está en nuestro lado y tocamos las cartas del rival, es falta. Por lo tanto quien haya cometido la falta se verá penalizado con una carta que le dará el otro jugador para que la ponga en su zona de juego. De modo que el que ha cometido la falta tendrá una carta más y el otro una menos.
Si un jugador toca una carta de la zona opuesta a la correcta y el otro toma  la correcta, aquel que tocó la carta de la zona errónea se verá penalizado con una doble falta. Es decir, el jugador que tomó la carta correcta le dará dos cartas para que las ponga en su zona de juego.
Si un jugador toca alguna carta mientras se lee una carta fantasma será penalizado con una doble falta.
Puede darse el caso de que ambos jugadores cometan falta o doble a la vez, si ambos cumplen las condiciones para ello.
Torneos
Existen torneos individuales y en equipos. Los torneos por equipos necesitan 5 jugadores y pueden inscribirse un máximo de 8 personas por equipo. Juegan los cinco jugadores y cada equipo tiene que ganar al menos 3 partidas para declararse vencedor. Existen varios rangos, del E hasta A. Siendo:
Rango E: Novato.

Rango D: Jugador Intermedio.

Rango C: 1º Dan.

Rango B: 2º-3º Dan.

Rango A: 4º-8º Dan.

Y luego están los 9º y 10º Dan. Están fuera de rangos y se obtienen en condiciones excepcionales. 
Para ser lector de torneos uno ha de tener por lo menos 4º dan, y recibir cursos de formación especializada y aprobarlos.

Cada año se hacen multitud de torneos en los que uno puede mejorar su rango. Y uno específico para decidir quién es el Meijin　名人 y la Queen (la reina)　クイーン. El mejor de los hombres y la mejor de las mujeres jugando a este juego respectivamente.

## Datos Varios

### Terminología del juego en Japón
Más allá se los citados existen otros términos de uso común en japonés para el juego:
序歌: Jôka. Se llama así al primer poema que se lee antes de la partida, al del Kokinshû.
から札: Karafuda. Una carta fantasma. Literalmente: Carta vacía. Una carta que no aparece a lo largo del juego.
出札: Defuda. Una carta que sí aparece durante el juego.
きまり字: Kimari Ji. Del acto de decidirse por una carta oyendo tan solo la primera parte del poema, oyendo de entre 1 a 6 sílabas. Se suele aplicar a los que eligen una carta oyendo tan solo la primera sílaba.
友札: Tomofuda. Aquellas cartas que poseen similitud en sus sílabas, como las que comienzan con Chihayaburu, Chigiriki na y Chigiri okishi.
むすめふさほせ: Musume fusahose. Las cartas que comienzan con las sílabas Mu, Su, Me, Fu, Sa, Ho, y Se, respectivamente. Son sílabas inconfundibles ya que tan solo hay una carta con cada una.
送り: Okuri. El acto de devolver una carta que nos dio el adversario en el momento en que hace falta.
ダブル: Daburu. Del inglés "Double". La doble falta, hecha dos veces.
大山札: Ôyamafuda. Es un caso peculiar que puede darse en tres pares de cartas, una par comienza con Kimi ga tame, otro con Wata no hara, y otro con Asaborake. Hasta que no se lee un poco más es muy difícil discernir de cuál carta puede tratarse.
運命戦: Unmeisen. Se dice de la situación en la que a cada jugador le queda una sola carta en su zona de juego y dependen cada uno de los jugadores de esa carta para ganar. Dependen de la suerte y la habilidad para terminar favorablemente la partida.
囲い手: Kakoi Te. Se dice de la técnica defensiva que implica la colocación de nuestras manos para evitar que el rival tome una carta fácilmente. Encerrando y rodeando las cartas con las manos, pero sin tocarlas, claro. Muy aplicada en caso de que se dé el Ôyamafuda, por ejemplo.
攻めがるた: Semegaruta. Se dice del juego agresivo. Aquel en que, sin dudar lo más mínimo, se va a por cartas que están el campo del adversario. 
Y hay muchos términos más.

### Sobre los Poemas
Hay 1 poema que comienza con la sílaba Fu, Ho, Me, Mu, Sa, Se, y Su, respectivamente.

Hay 2 poemas que comienzan por Tsu, U, Yu, Shi y Mo respectivamente.

Hay 3 poemas que comienzan por I, Chi, Ki, y Hi respectivamente.

Hay 4 poemas que comienzan con Ka, Ha, Yo y la sílaba Ya respectivamente.

Hay 5 poemas que comienzan por Mi.

Hay 6 poemas que comienzan por Ta, O y Ko respectivamente.

Hay 7 poemas que comienzan con Wa.

Hay 8 poemas que comienzan por Na.

Hay 17 poemas que comienzan con la sílaba A.

Los tres poemas que comienzan con la sílaba Chi son poemas que comienzan con las siguientes palabras: Chihayaburu, Chigiriki na y Chigiri okishi.

### El juego en el anime
El poema Chihayaburu nos remite a la serie de animación japonesa llamada Chihayafuru, basada en el cómic japonés homónimo creado por la autora Yuki Suetsugu 末次由紀.
- Datos: Q1430569